# Karavana mraků
Karavana mraků – czwarty studyjny album Karela Kryla, wydany w 1979.

## Lista utworów
1. Karavana mraků
2. Píseň o žrádle
3. Bakterie
4. Bridge
5. Darwin?
6. Bivoj
7. Podběly (Běla)
8. Synonymická
9. Vasil
10. Novoroční
11. Elegie